# Spirocerus kiakhtensis
Spirocerus kiakhtensis és una espècie extinta d'artiodàctils que tenien les banyes en forma d'espiral. Habitaven Euràsia. Els primers fòssils de Spirocerus foren trobats a Transbaikal el 1910 i descrits per M. Pàvlova.